# Laminat

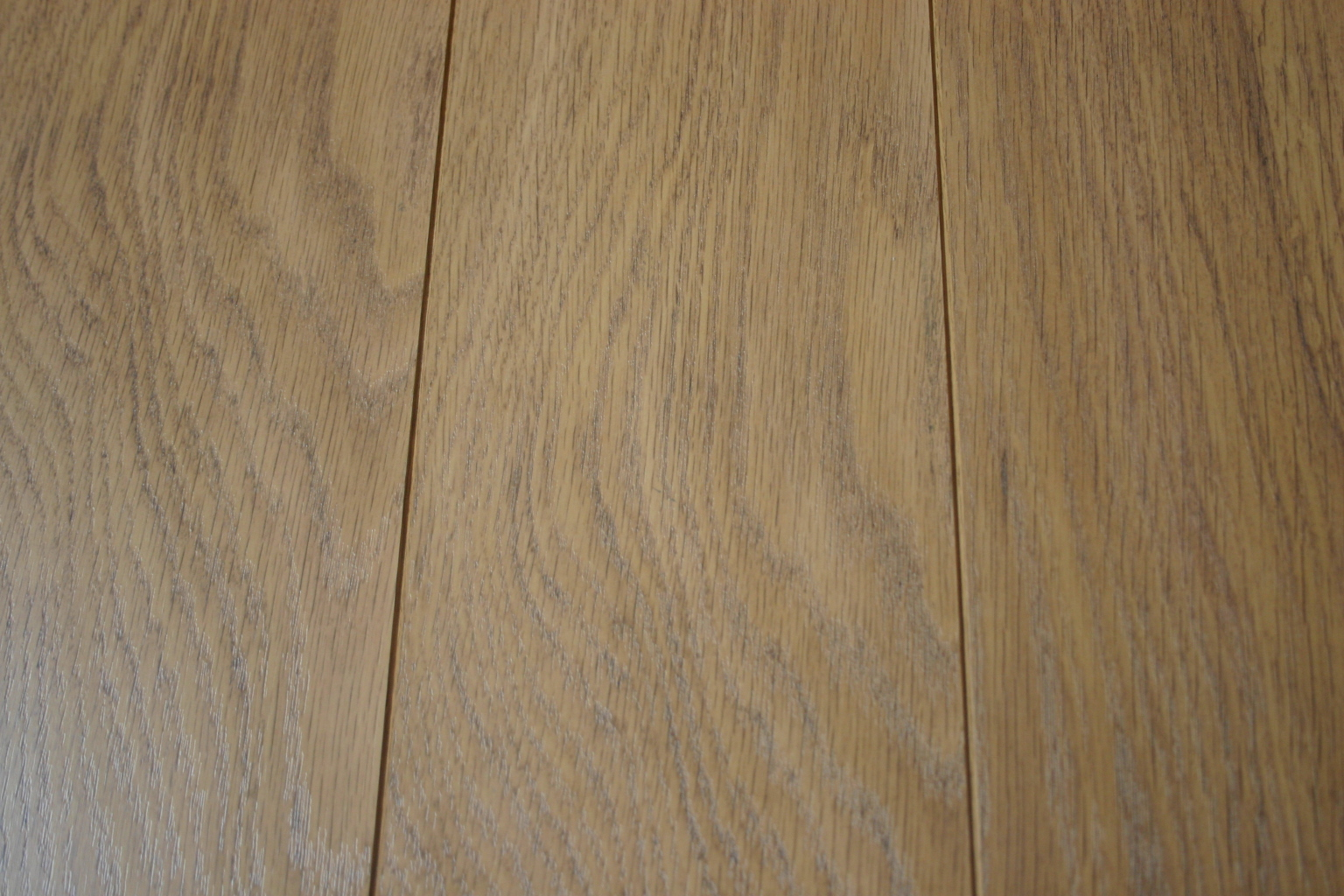
Nahaufnahme eines Laminat-Fußbodens mit Strukturoberfläche und längsseitiger Fase (V-Fuge)

Als Laminat (ⓘ, von lateinisch lamina ‚Schicht‘) bezeichnet man einen Werkstoff oder ein Produkt, das aus zwei oder mehreren flächig miteinander verklebten Schichten besteht. Diese Schichten können aus gleichen oder unterschiedlichen Materialien bestehen. Die Herstellung eines Laminats bezeichnet man als laminieren.

## Zweck
Generell gibt es zwei Gründe für die Herstellung eines Laminates:
- Vereinigung verschiedener Werkstoffe, so dass das fertige Laminat die Eigenschaften aller Komponenten in sich vereint, zum Beispiel
  - Fußbodenbeläge, bei denen eine preiswerte, stabilisierende, aber wenig abriebfeste Unterlage mit einer dekorativen und robusten Deckschicht (z. B. Holzimitat) zum Laminatboden verklebt wird;
  - Personalausweise, bei denen eine bedruckte Karte als Informationsträger zwischen zwei schützenden Plastikfolien verleimt ist.
- Kontrollierter Aufbau von Material entsprechend den Festigkeits- oder Qualitätsanforderungen, zum Beispiel
  - bei der Herstellung von Bauteilen aus faserverstärkten Kunststoffen, deren Gewebeeinlage an stark belasteten Stellen konzentriert wird und deren Faserrichtung sich am Verlauf der Zugspannungen orientiert;
  - bei der Herstellung von Sperrholz, bei der Fehlstellen und Faserverlauf der einzelnen Furnierlage durch die Verleimung mit den anderen Lagen ausgeglichen werden.

## Laminat als Bodenbelag
Laminatfußböden imitieren das Aussehen eines hochwertigen Bodenbelages (meist Parkett), bestehen allerdings aus einer preiswerten Trägerschicht, die mit einer dünnen Dekorschicht verziert und versiegelt wird. Ein solcher Fußboden ist (verglichen zum Beispiel mit Parkett oder Fliesen) sehr preiswert und leicht zu verlegen.
Laminatfußböden sind in verschiedenen Paneelstärken und mit unterschiedlicher Abriebfestigkeit (Nutzungsklasse) erhältlich. Preiswertere Laminate sind relativ dünn, haben ein relativ einfaches Dekor und sind empfindlicher gegen Abrieb und Feuchtigkeit (besonders in den Stoßkanten zwischen zwei Paneelen).
Hochwertige Laminate dagegen imitieren mit Strukturprägungen (zur Nachbildung einer gemaserten Holzoberfläche) und V-Fugen zwischen den Paneelen sehr realistisch das Aussehen eines echten Parkettbodens. Aufwändige Oberflächenversiegelungen ermöglichen den Einsatz von Laminat auch auf hochbelasteten Fußböden wie beispielsweise in Diskotheken.
Alle Laminatfußböden haben aber einen Nachteil gemeinsam: bei Beschädigungen oder Verschleiß der Oberfläche lassen sie sich nicht wie ein Massivholzparkett abschleifen, da unter der Dekorschicht sofort das Trägermaterial freigelegt würde.

## Laminate aus faserverstärkten Kunststoffen
Laminate aus faserverstärkten Kunststoffen sind feste, leichte und frei gestaltbare Werkstoffe aus in Kunstharz eingebetteten Fasern. Sie werden in der Luftfahrt, im Boots- und Automobilbau und in vielen weiteren Bereichen eingesetzt, in denen hochfeste und leichte Materialien benötigt werden.

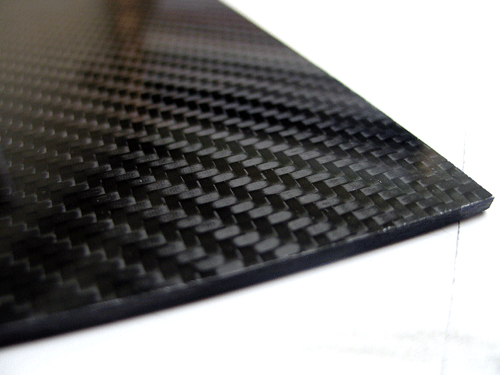
Platte aus Kohlenstofffaser-Laminat

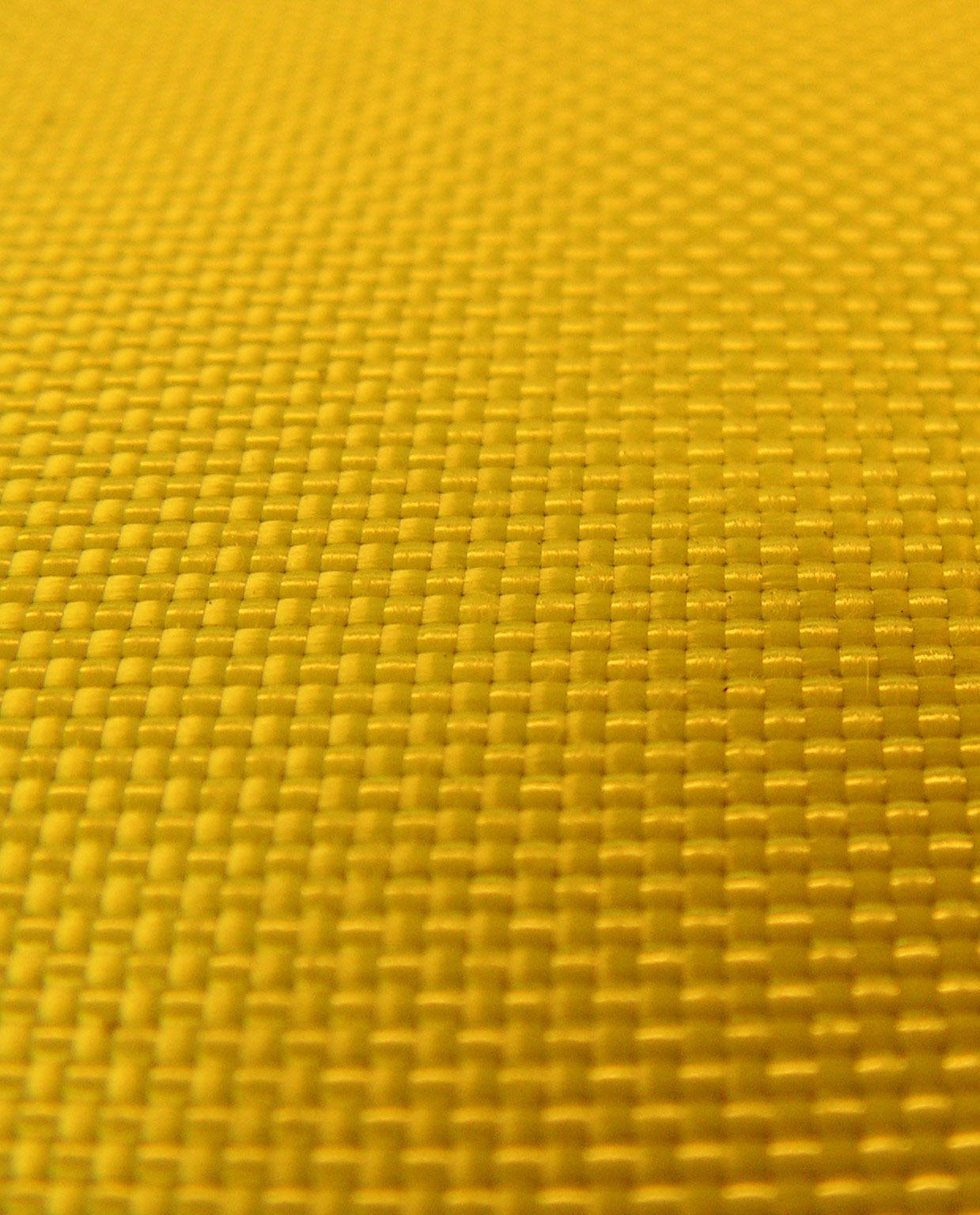
Kevlargewebe

Man unterscheidet Laminate nach mehreren Kriterien:

### Nach ihrem Aufbau
- Volllaminat, also massive Ausführung: Das Bauteil besteht vollständig aus faserverstärktem Kunststoff. Solche Laminate sind relativ schwer, aber unempfindlicher gegen Punktbelastung, und in engen Radien leichter zu fertigen.
- Sandwichlaminat: Zwischen zwei Laminatschichten aus faserverstärktem Kunststoff wird eine leichte, aber schubfeste Zwischenlage eingelegt, die beispielsweise aus Holz, Aluminium, Hartschaum oder Kunststoffwaben bestehen kann. Diese Zwischenschicht ist entscheidend für die Form, Stärke und Steifigkeit des Gesamtbauteils, führt jedoch zu einer Gewichts- und Materialersparnis im Vergleich zu einer ebenso steifen Zwischenschicht aus Volllaminat. Ein Nachteil ist die Empfindlichkeit gegen Durchstich und Punktbelastung (wenn die Deckschichten zu dünn ausgeführt werden).

### Nach dem Material der verwendeten Fasern
- Hartpapier: Papier in Melamin, der elektrisch isolierende Werkstoff ist bräunlichgelb bis dunkelbraun und war historisch der erste Werkstoff für Leiterplatten.
- Glasfaserlaminat (GFK): preiswert, leicht verfügbar, in dünnen Lagen transparent bis durchscheinend. Die farblos weißen Fasern sind beständig gegen UV-Licht. Elektrisch isolierend, wasserfest – für moderne, auch Mehrschicht-Leiterplatten.
- Kohlenstofffaserlaminat (CFK): sehr leicht und fest, aber teuer. Elektrisch leitend und schlagempfindlich. Bei Verwendung entsprechender Gewebe ergibt sich eine optisch reizvolle Oberfläche (sogenannte Sichtkohle).
- Aramidlaminat: relativ unempfindlich gegen Schlag- und Punktbelastung. Vibrationsdämpfend und elektrisch isolierend. Die Fasern sind UV-empfindlich und können Feuchtigkeit aufnehmen.

### Nach der Ausrichtung der verwendeten Fasern
- Unidirektionales Laminat: die einzelnen Faserschichten laufen jeweils nur in eine Richtung. Dadurch liegen die Fasern sehr gestreckt und können Zugkräfte besonders gut aufnehmen. Die einzelnen Schichten sind üblicherweise in verschiedenen Richtungen ausgerichtet, um Lasten in mehreren Richtungen aufnehmen zu können. Die Festigkeit in jede Richtung ist sehr genau definierbar.
- Gewebelaminat: besteht aus einem Gewebe aus Fasern. Die Fasern werden miteinander verwoben und haben somit Kett- und Schussfäden. Während die Schussfäden gerade verlaufen, sind die Kettfäden durch sie hindurchgewoben. Die Kettfäden können sich unter Last also strecken, daher ist das Laminat in Kettrichtung weniger steif.
- Fasermattenlaminat: die Fasern liegen ungeordnet aufeinander. Da die Fasern nicht gerichtet und nicht gestreckt sind, ist ein solches Laminat weniger steif als die oben genannten.
- Spritz-Laminat: Dieses Material ist eigentlich kein Laminat, weil keine definierten Lagen aufgebracht werden. Stattdessen wird Harz mit einer Sprühpistole in eine Form eingebracht, wobei kurze (maximal einige Zentimeter lange) Faserstücke beigemischt werden. Die kurzen und ungeordneten Fasern und der sehr hohe Harzanteil sorgen für schlechte Festigkeitswerte und große Neigung zu Mikrorissen, die das Material weiter schwächen. Darüber hinaus ist es unmöglich, die aufgebrachte Schichtdicke genau zu kontrollieren. Vorteilhaft ist lediglich die sehr billige Herstellung.

### Nach dem Material des verwendeten Harzes
Als Matrix zur Aufnahme und Fixierung der Fasern, üblicherweise:
- Polyesterharz: preiswert und leicht zu verarbeiten. Härtet schnell aus, ist aber relativ spröde und neigt dazu, Mikrorisse zu bilden. Oberflächen aus Polyesterharz sind sehr glatt und glänzend, daher sind sie gut geeignet für dekorative Oberflächen oder den Formenbau.
- Vinylesterharz: hochwertiger, aber auch teurer als Polyester. Weniger spröde.
- Epoxidharz: teuer und relativ aufwändig in der Verarbeitung. Lange Aushärtezeiten ermöglichen lange Bearbeitung, erfordern aber auch viel Zeit. Um hohe Festigkeiten zu erzielen, ist oft ein genau definiertes Nachhärten unter erhöhter Temperatur (sogenanntes tempern) nötig. Sehr elastisch und hochfest, ausgezeichnete Klebeigenschaften.
- Phenolharz: sehr hitzebeständig, daher für Hochtemperaturanwendungen wie Bremsbeläge oder Hitzeschilde geeignet.

## HPL (High Pressure Laminate)
Bereits früh nach der Entwicklung der ersten Kunstharze entdeckte man, dass sich diese dazu eignen, preiswerte Trägermaterialien wie Papier, Pappe oder Textilfasern zu imprägnieren und zu Hartpapier, Hartgewebe oder zu dekorativen HPL-Platten zu verarbeiten. Dazu werden mehrere mit Melamin- und Phenol-Harz getränkte Papiere unter Druck und Temperatur miteinander und mit einer Deckschicht verpresst.
HPL-Platten (kurz für High Pressure Laminate) werden auf Deutsch auch als Hochdruck-Schichtpressstoffplatten oder nach DIN Dekorativer Kunststoff-Schichtpressstoff (DKS) bezeichnet und unter Markennamen wie Dekodur, Duropal, Resopal, FunderMax, Trespa oder Sprelacart angeboten.
Durch die Verwendung hitzebeständiger Harze halten die fertigen Platten auch hohen Temperaturen (z. B. durch Zigarettenglut und heiße Topfböden) kurzzeitig stand, ohne Schaden zu nehmen. Die Oberflächen sind leicht zu pflegen und zu reinigen, lichtbeständig sowie geruchsneutral und unempfindlich gegen Alkohol, organische Lösemittel und Wasser. Oberflächen aus Melaminharz sind lebensmittelecht.
HPL wird wegen der Kratzfestigkeit und der Vielfalt, die durch verschiedene bedruckte Papiere erzeugt werden kann, in vielen Produkten des täglichen Lebens verarbeitet. Tischplatten, Türblätter, Möbel und Küchenplatten sind nur einige der häufigen Anwendungen.
Wenn es auf eine hohe Stoßfestigkeit nicht ankommt, oder die Beschichtung den Konturen des Materials folgen soll, können Trägerplatten mit einer Direktbeschichtung versehen werden. Dann werden beispielsweise zwei mit Melaminharz imprägnierte Papiere oder ein sogenannter Finishfilm direkt mit dem Trägermaterial verpresst.
Eine als umweltfreundlich vermarktete Variante von HPL sind die am Markt ECO-HPL genannten Schichtstoffplatten. Diese werden überwiegend aus Recyclingpapier gepresst und ohne Einsatz künstlicher Phenol-Formaldehyd-Harze hergestellt.

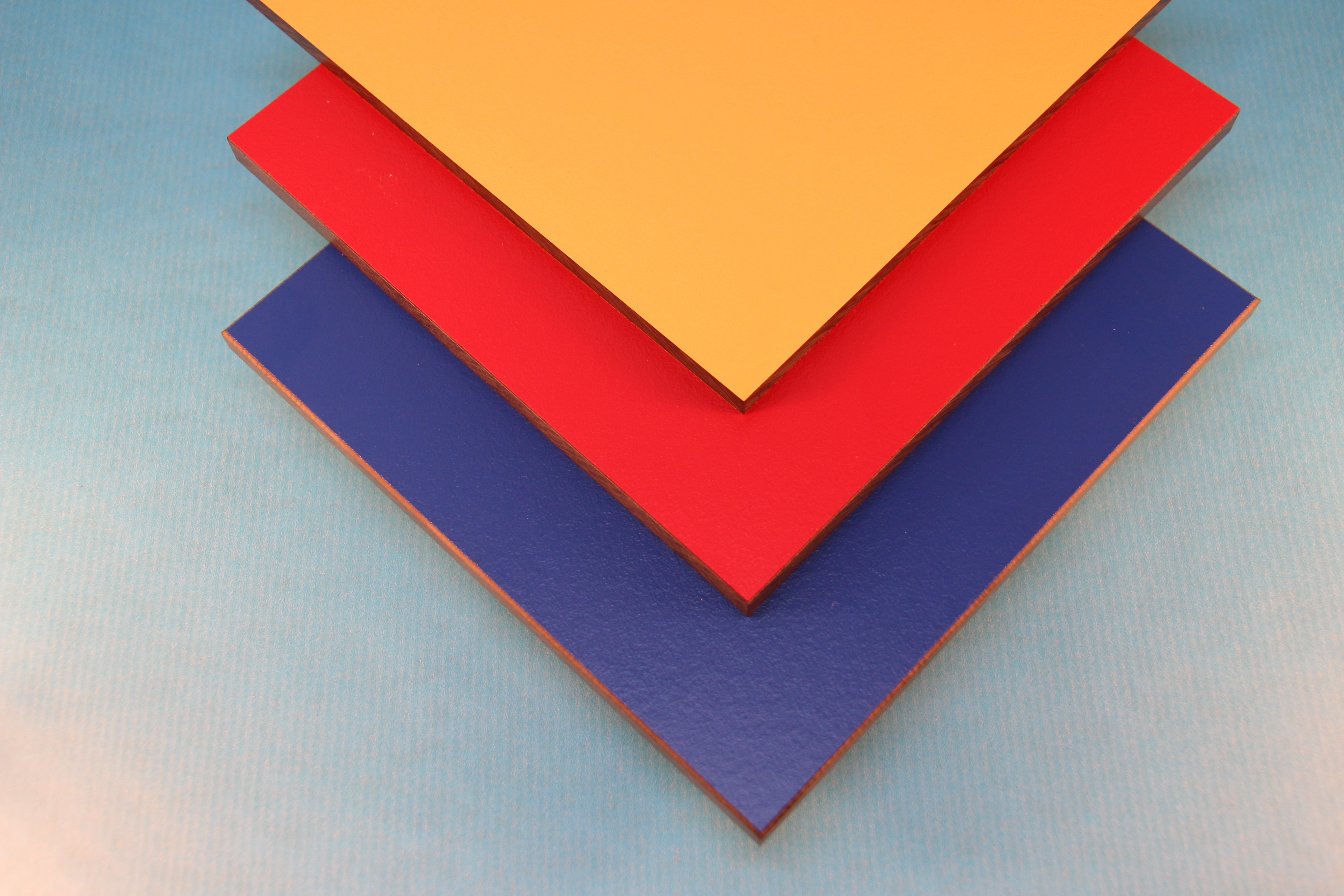
HPL-Platten in verschiedenen Uni Dekoren

HPL-Platten sind in einer großen Vielfalt von Dekoren, Oberflächenstrukturen und Materialdicken erhältlich. Neben vielen Farben werden auch Nachbildungen von Metall-, Holz- und Steinoberflächen angeboten. Das elektronenstrahlgehärtete Schichtstoffverfahren dient zum Herstellen diverser Oberflächenstrukturen.
Die Gestaltungs- und Anwendungsmöglichkeiten sind vielseitig. Zu den typischen Anwendungsbereichen gehören z. B.:
- im Küchenbau und Möbelbau, für Fronten, Tischplatten, Küchenspiegel, abgehängte Küchenbeleuchtung sowie Möbelstücke wie Stühle, Tische, Schränke und sogar für Türen und Türzargen
- im Sanitärbereich für Toiletten-Raumtrenner sowie für Umkleiden und Schließfächer in Schwimmbädern
- im Baubereich als Paneel-Verkleidung von hinterbelüfteten und gedämmten Gebäudefassaden, Dachüberständen und Balkonbrüstungen
- bei der Innenausstattung als Wand- und Deckenverkleidung, für Trennwände und Einbaumöbel
- im Laden- und Messebau für die Verkaufsausstattung, Raumtrenner bzw. Stellwände, Kassentische, Theken und sonstige Möblierung, sowie für Werbetafeln
- in der Industrie zur Arbeitsplatzausstattung (z. B. für Werkzeugschränke und Arbeitsplatten) sowie für die Verkleidung von Werkzeugmaschinen

Die Materialdicken reichen von 0,3 mm bei Direktbeschichtungen bis zu 45 mm bei sogenannten Kompaktplatten. Der Materialkern ist bei der Verwendung von reinem Phenolharz rötlich braun, kann durch Pigmentierung und farbige Papiereinlagen jedoch auch schwarz, weiß oder andersfarbig sein.

## CPL (Continuous Pressure Laminate)
CPL-Platten (Continuous Pressure Laminate) werden im Durchlauf- oder Endlosverfahren in zweiseitig beheizten Rollenbandpressen in einer Art Endlosplatte verpresst. Der Pressdruck ist geringer als bei HPL-Platten.
In deutschsprachigen Ländern werden diese Laminate auch Dekorative Schichtpressstoffplatten (abgekürzt DKS = Dekorativ Kunststoff Schichtpressstoff) oder einfach dekorativer Schichtstoff genannt.

## Weitere Bauarten
Durch die Verwendung spezieller Materialien lässt sich eine erhöhte Widerstandsfähigkeit gegen Flammeneinwirkungen erreichen.
Eine wärmeableitende Schicht, z. B. eine Metallfolie, macht die Platte gegenüber Zigarettenglut beständig, indem die Hitze schnell abgeleitet wird.
Für den vorbeugenden Brandschutz geeignetes Material zeichnet sich durch eine gute Oberflächenbeschaffenheit aus, ist
problemlos zu bearbeiten, baubiologisch unbedenklich und nach der Baustoffklasse DIN 4102-1 - A1 (A2) und nach EN 13501-1 mit A2-s1-d0 als ein nicht brennbares Bauelement auf unterschiedlichen Trägerwerkstoffen als Bauelement klassifiziert.
Verschiedene Platteneigenschaften, wie Zug-/Biegefestigkeit, Abriebfestigkeit, Kratz- und Fleckenunempfindlichkeit, Verhalten gegenüber Zigarettenglut, heißen Kochtopfböden, kochendem Wasser etc., sind in Prüfnormen geregelt.
Für Postforming-Platten verwendete Papiere und Harze lassen eine nachträgliche Erweichung der Imprägnierung zu, da die Vernetzung der Kunststoffmoleküle zunächst noch nicht abgeschlossen ist. So ist eine Verformung unter Einwirkung von Wärme und Druck möglich, um die Schichtstoffplatte beispielsweise um die abgerundeten Kanten des Trägerwerkstoffes herum zu kleben.

## Holzwerkstoffe

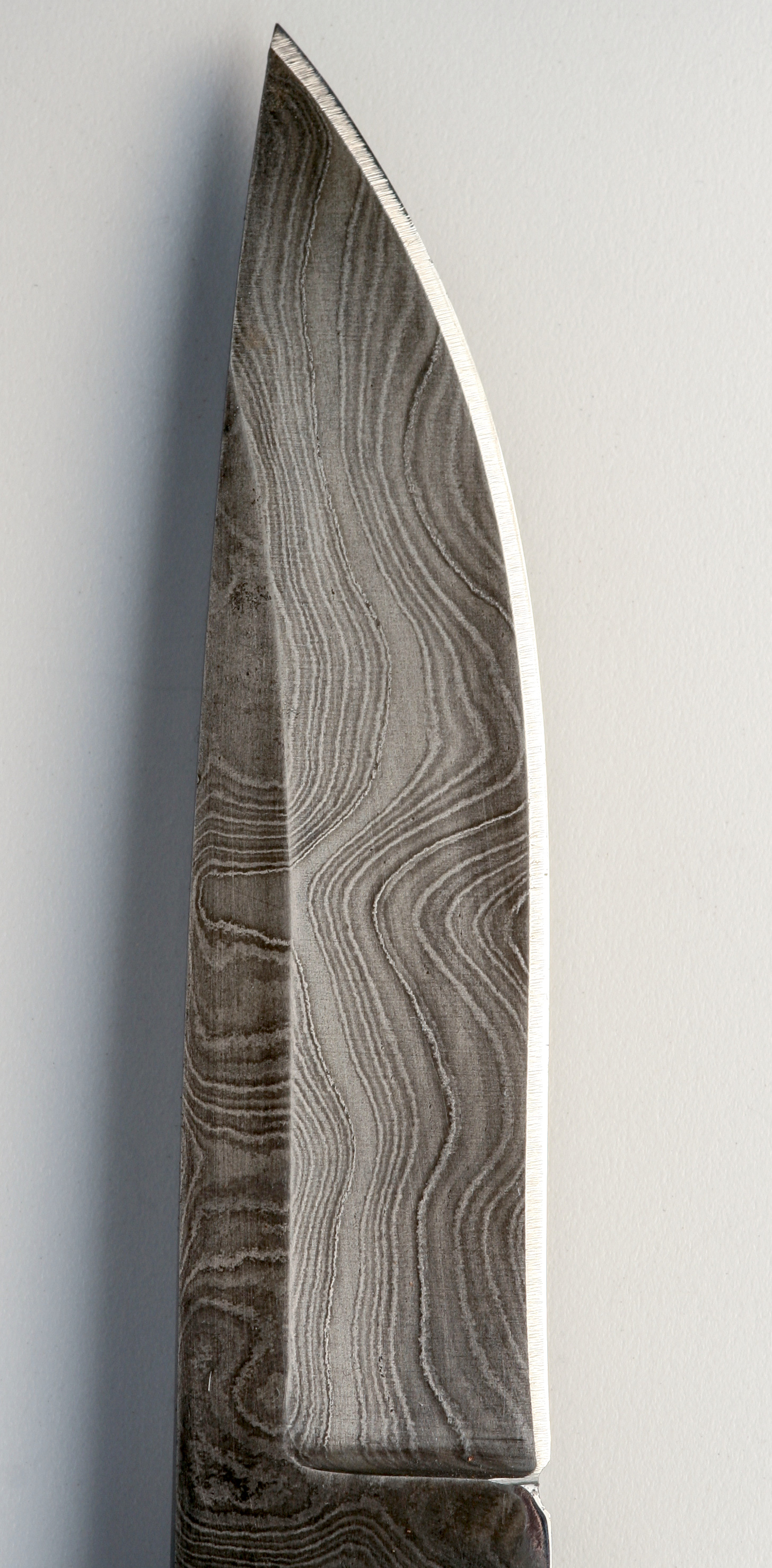
Eine Klinge aus laminiertem Damaszenerstahl

Viele bekannte Holzwerkstoffe sind ebenfalls Laminate, dazu gehören zum Beispiel
- Sperrholz mit seinen Unterarten, wie beispielsweise Multiplex-Platten, Tischlerplatten, sowie als formverleimtes Sperrholz, bei welchem die einzelnen Furnierschichten des Sperrholzes nicht auf einer ebenen Fläche, sondern gleich in der vorgesehenen Form verklebt werden, wodurch relativ komplexe Formen gefertigt werden können.
- Kaltverleimtes Formschichtholz besteht ähnlich wie formverleimtes Sperrholz aus vielen, bei Raumtemperatur verklebten Furnierschichten. Hier läuft allerdings die Maserung in allen Schichten parallel, so dass das geschaffene Formteil ähnliche Eigenschaften hat wie Massivholz. Im Gegensatz zum Sperrholz wird hier auf das Sperren (Verdrehen der Schichten zueinander) meist aus optischen Gründen verzichtet.
- Arbeitsplatten und Möbelfronten, bei denen eine Spanplatte oder MDF-Platte mit Furnier oder einer schützenden Kunststoff-Dekorschicht (HPL, Melamin oder RTF/Rigid Thermal Foil) verleimt wird.
- OSB-Platten (orientated strand board, Grobspanplatten) sind streng genommen nicht als Laminate zu bezeichnen, da sie nicht aus definierten Schichten (lat.: laminae) aufgebaut sind.

Verschiedene laminierte Holzwerkstoffe
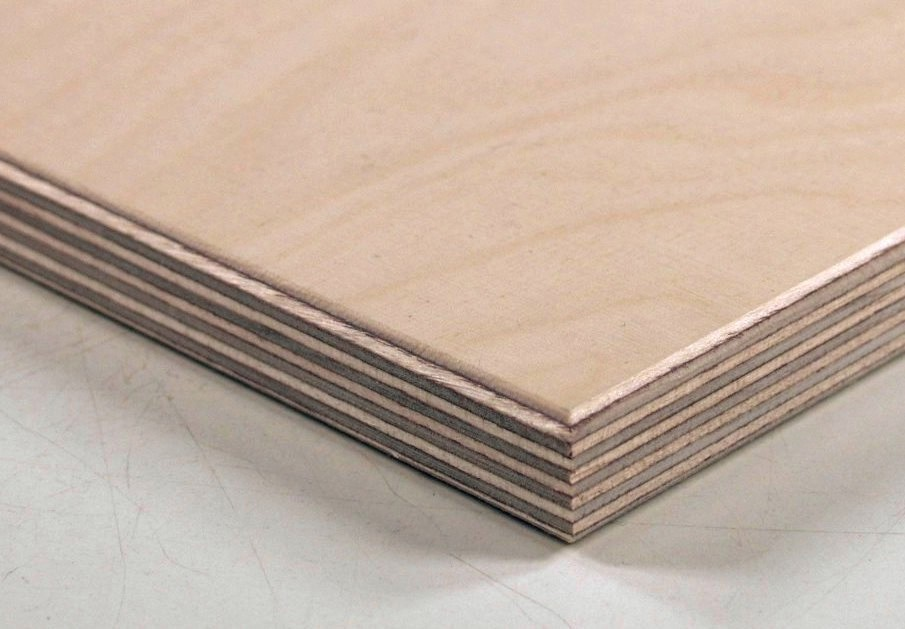
Sperrholz
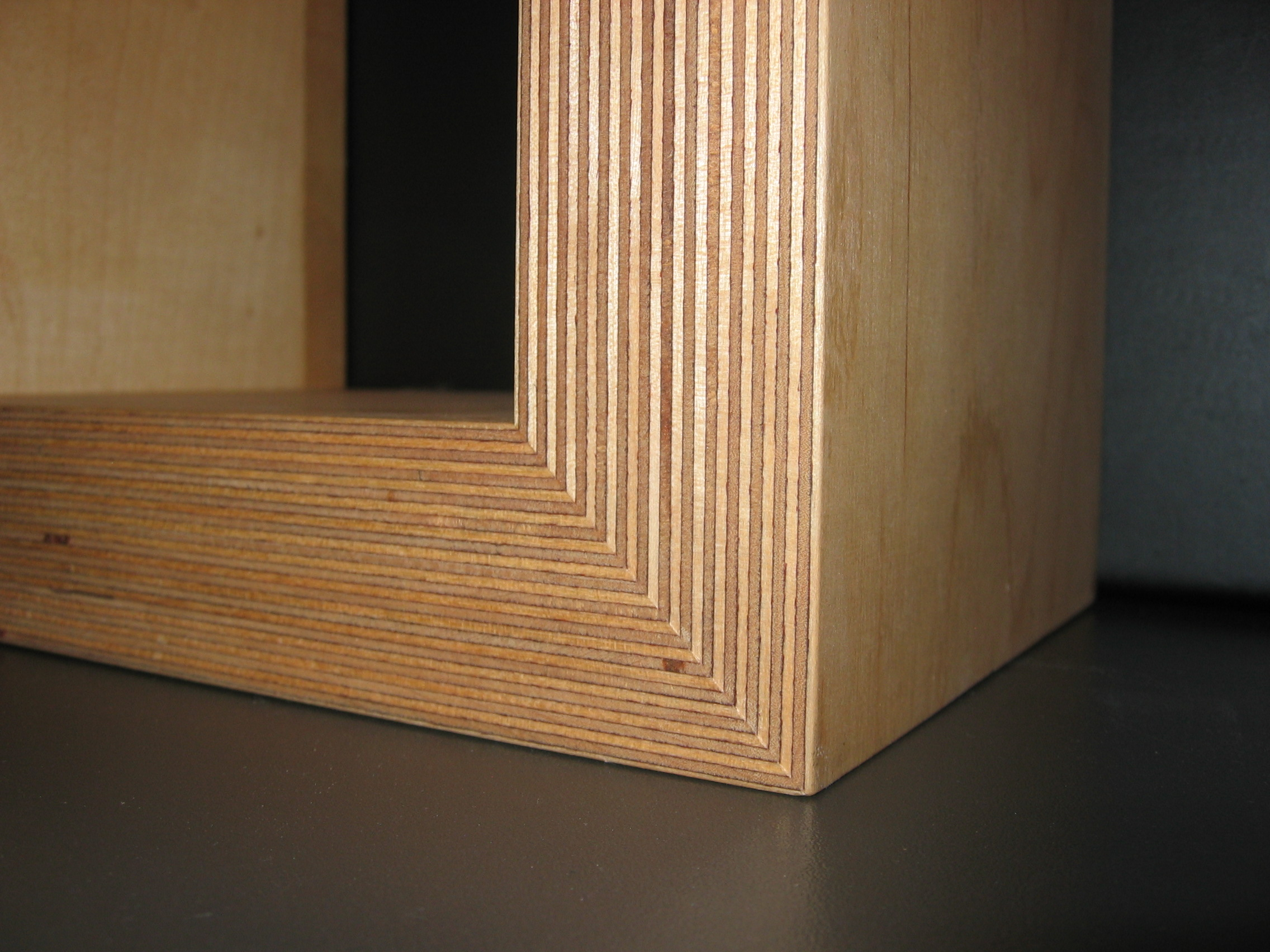
Multiplexplatte
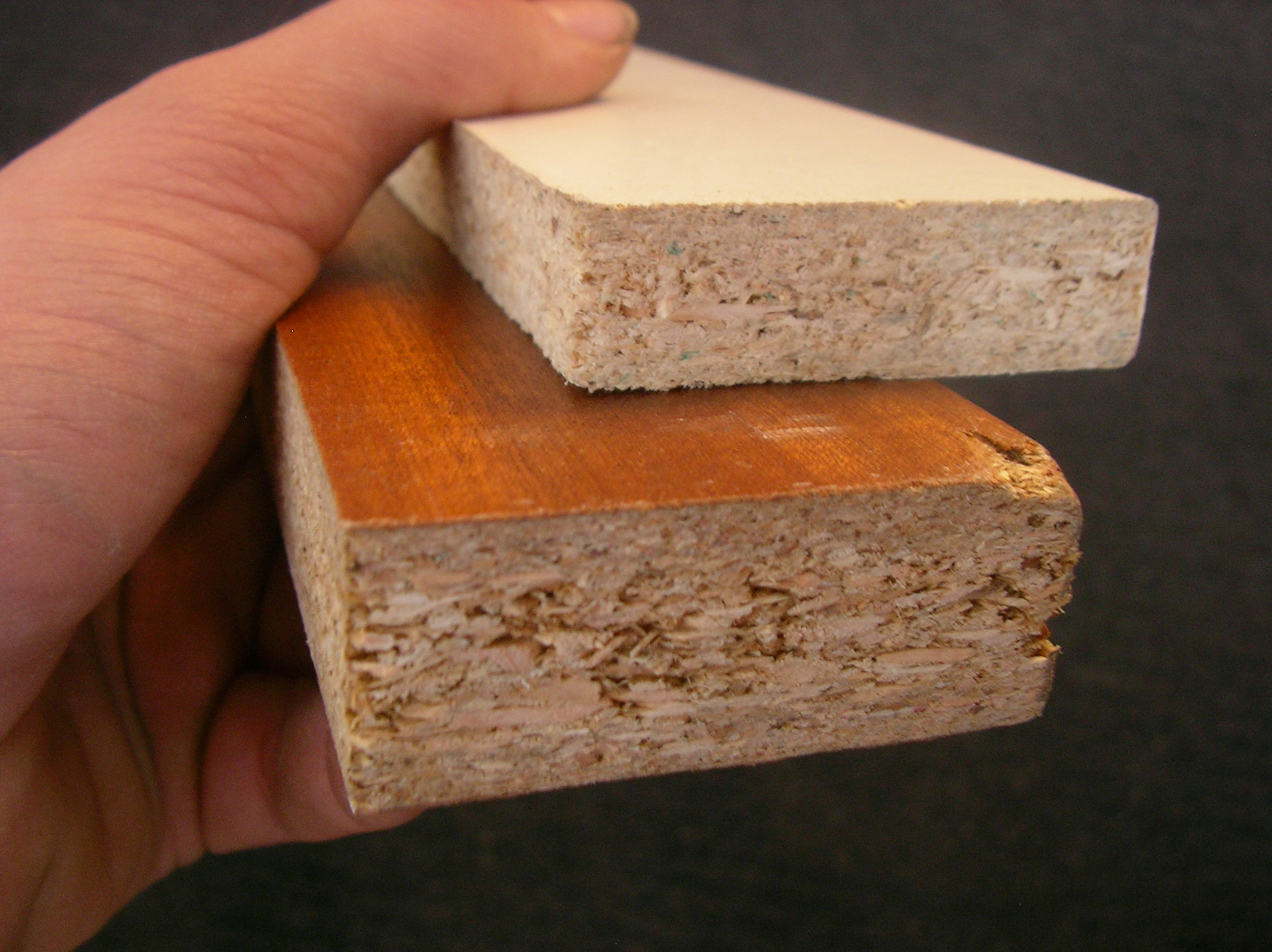
Spanplatte mit und ohne auflaminierte Dekorschicht
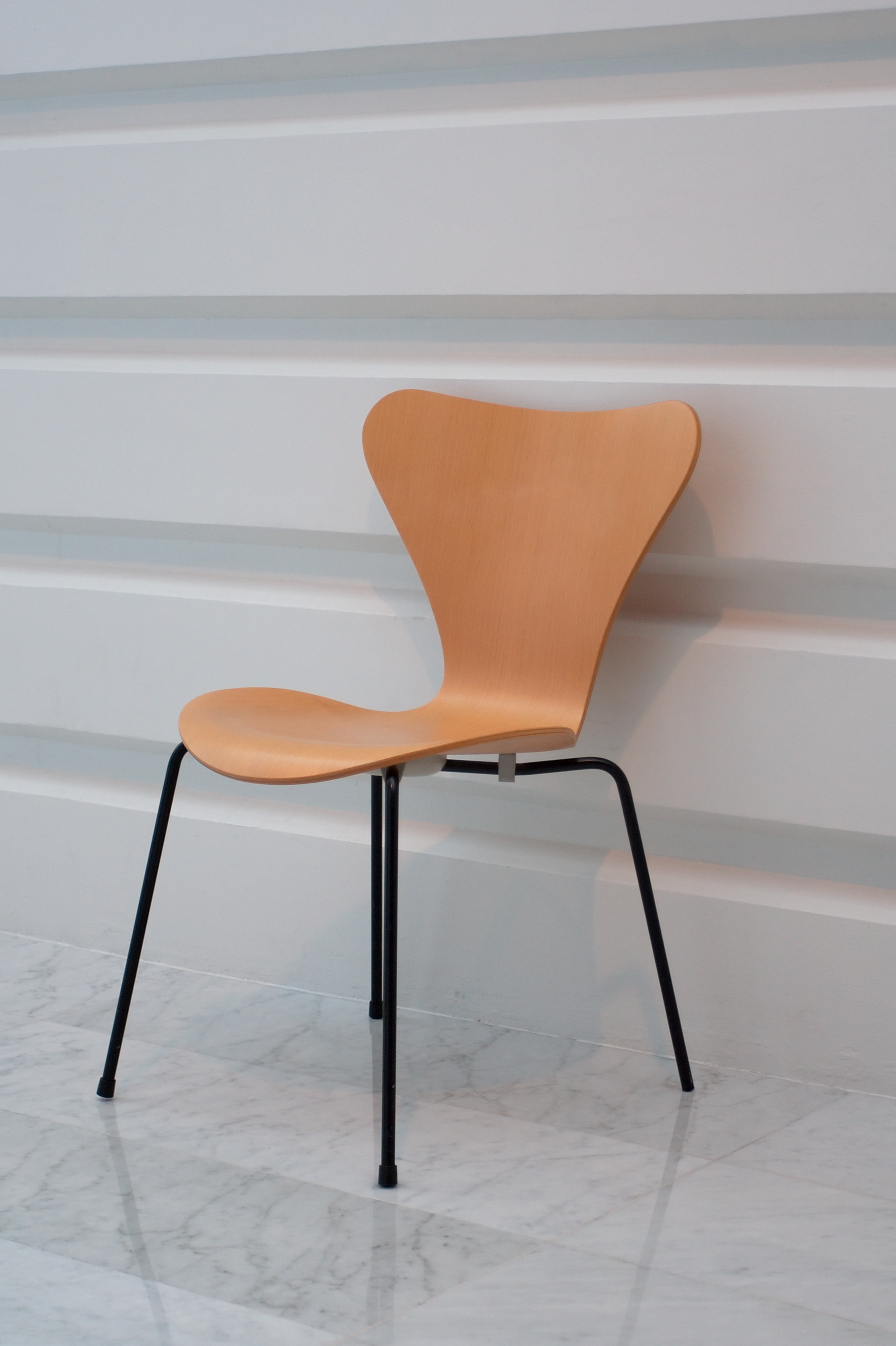
Ein Stuhl aus formverleimtem Sperrholz
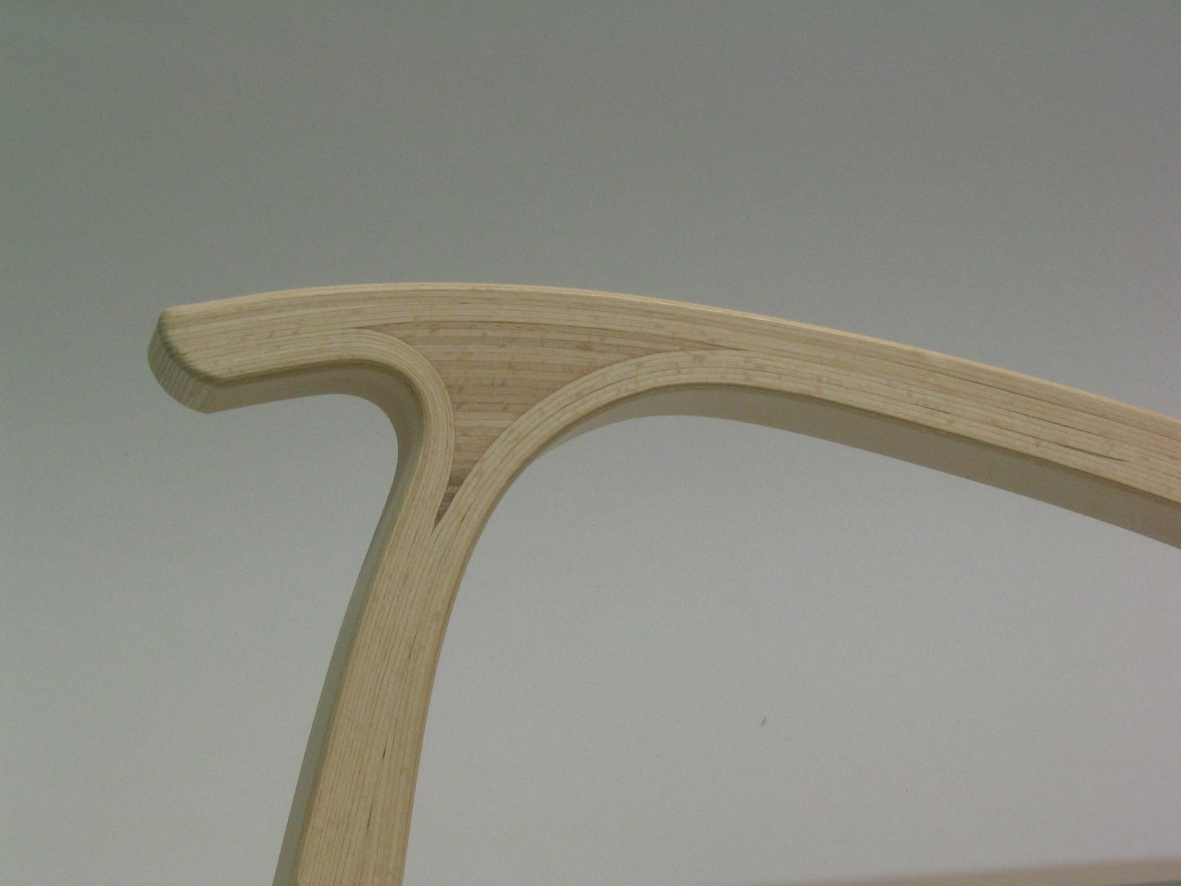
Kaltverleimtes Formschichtholz
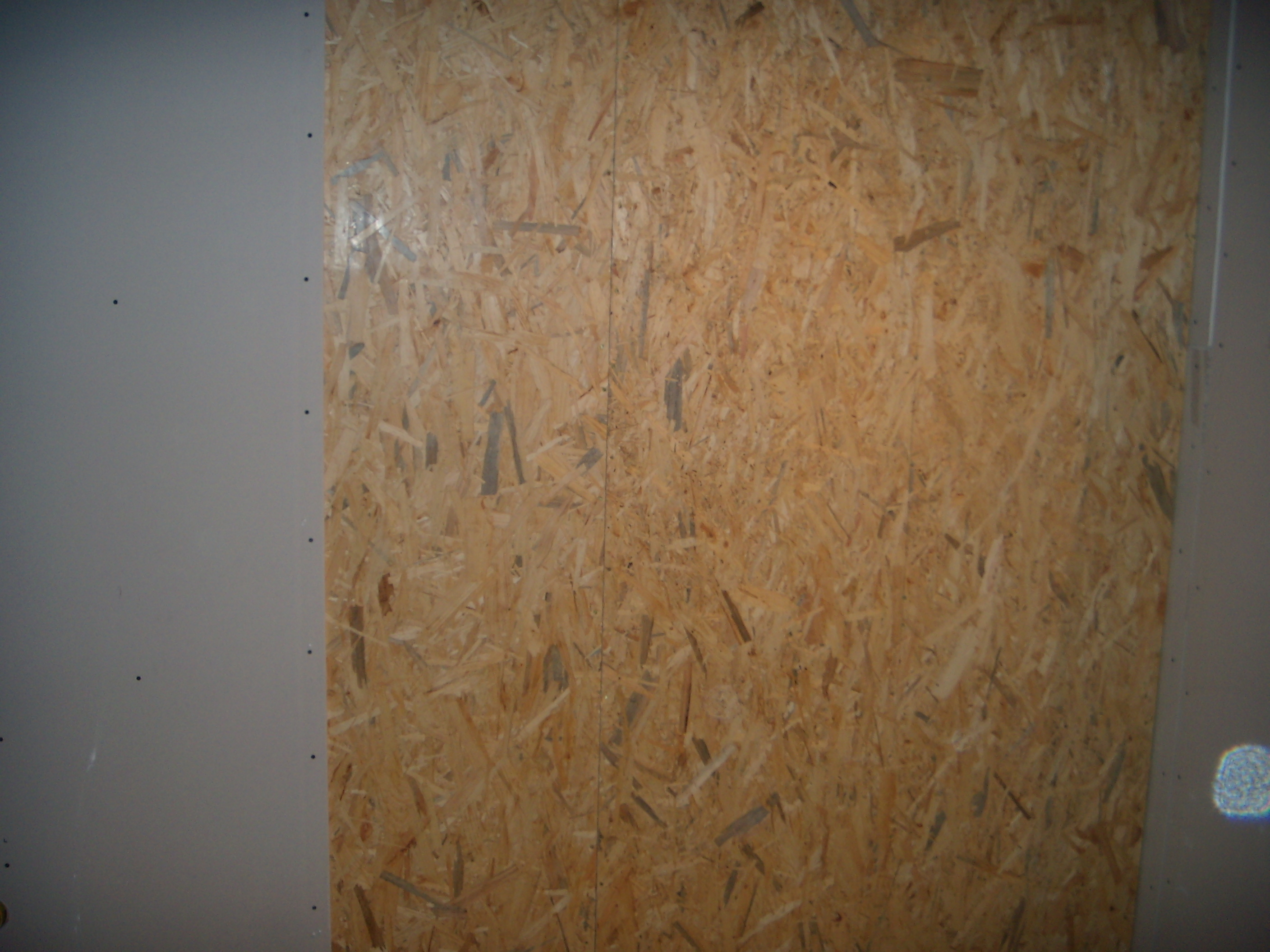
OSB-Platte

## Laminierte Stähle
Damaszenerstahl entsteht aus dem Zusammenschmieden von zwei verschiedenen Stahlsorten und anschließend wiederholtes Ziehen, Falten und verschmiedendes Hämmern. Ein solches Stahlstück kann bis zu Dutzende Stahllagen aufweisen. Durch Einhämmern oder -walzen eines Dellenmusters werden die Schichten gewölbt und ergeben bei planem Anschleifen das charakteristische rhythmische Muster, das durch Oxidation oder Anätzen stärker sichtbar und ertastbar hervortritt. Durch Kombination einer harten mit einer zähen Stahlsorte werden Klingen für Messer und Blankwaffen erzielt, die beide Eigenschaften vereinen. An der Schneide treten an den Materialübergängen dabei kleine Kerben auf, die wie feine Sägezähne wirken. Man spricht man auch von laminiertem Stahl.

## Versiegelung von Druckerzeugnissen

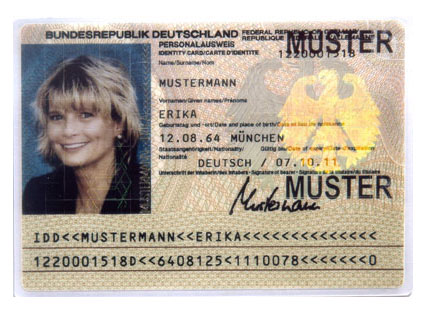
Der bis 2010 ausgegebene deutsche Personalausweis ist in eine Kunststofffolie eingeschweißt.

In diesem Zusammenhang bezeichnet Laminieren das Verschweißen von Dokumenten, Fotos oder ähnlichen Druckerzeugnissen zwischen zwei transparenten Kunststofffolien (Polyesterfolien).
Dadurch wird normales Papier vor Nässe, Knicken und Beschädigungen geschützt, außerdem werden Manipulationen erschwert und Beschriftungen lassen sich bei Bedarf leicht wieder entfernen.
Die Laminierfolien werden meist als sogenannte Laminiertaschen oder im Dienstleistungssektor als Rollen, die über große Laminiermaschinen verarbeitet werden, vertrieben. Die Laminiertaschen sind mittig gefalzt, wodurch Dokumente leichter gerade ausgerichtet werden können.
Es gibt verschiedene Dicken von Laminierfolien. Die Angaben sind gewöhnlich in Mikrometer (oft als µ, Mic, Mi oder Mü bezeichnet) angegeben und beziehen sich auf eine Schichtdicke der Folie. Bei einer Angabe von beispielsweise 80 Mic beträgt die Dicke eines laminierten Dokumentes 160 Mikrometer zuzüglich der Dicke des Papiers.
Man unterscheidet zwei Verarbeitungsarten:
- Heißlaminieren: Hierbei wird das Papier in die Folie eingelegt und in einem Laminiergerät über eine heiße Rolle geführt, die beide Kunststofflagen bei etwa 60 bis 120 °C miteinander durch Hitze und Druck verschmolzen.
- Kaltlaminieren: Hierbei befindet sich in der Folientasche ein Klebstoff, der bereits durch Druck miteinander verklebt. Kaltlamination kann daher auch ohne besonderes Gerät von Hand vorgenommen werden.

## Sonstige Verwendung des Begriffs „Laminat“

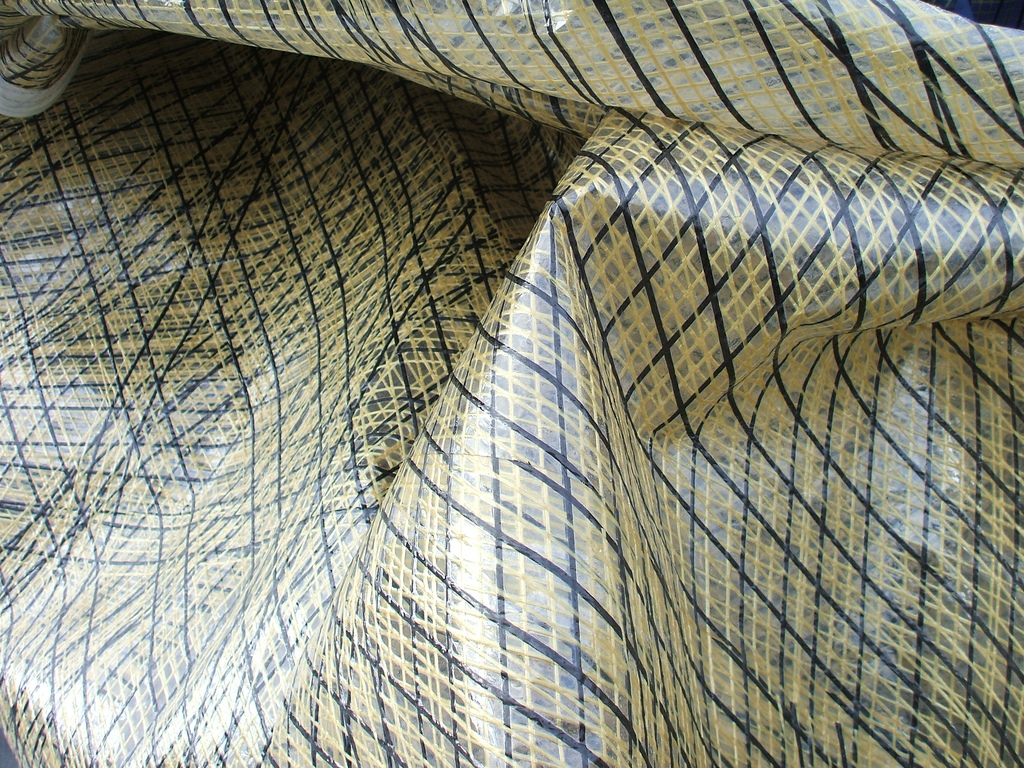
Laminatsegel. Zu erkennen sind die Fasern aus Aramid („Kevlar“, gelb) und Kohlenstofffaser (schwarz), die zwischen zwei dünnen Folien verklebt sind.

- einseitige Schutzlaminierung von Druckwerken mit Klebefolien, meist im Außenbereich für Infotafeln und Ähnliches zum Schutz vor Witterung, UV-Licht oder Vandalismus wie Graffiti.
- Laminatsegel aus hochfesten Fasern, die von beidseitigen Folien oder Gewebelagen fixiert und geschützt werden.
- Textillaminate, bei denen eine wasserdampfdurchlässige, atmungsaktive Membranschicht mit Decklagen verklebt wird, um die Membran vor Beschädigungen zu schützen.